# The Silent Howling
The Silent Howling è l'ottavo album del gruppo musicale Sinister, pubblicato nel 2008.

## Tracce
1. Republic of the Grave – 5:29
2. Summit of Sacrifice – 6:52
3. Fortified Bravery – 6:16
4. The Silent Howling – 10:16
5. The Kill to Come – 5:57
6. Palace of the Fates – 6:19
7. If It Bleeds – 6:37

## Formazione
- Edwin van den Eeden - batteria
- Aad Kloosterwaard - voce
- Alex Paul - chitarra
- Bas van den Bogaard - basso